# الكسندرو اونيكا
الكسندرو اونيكا (بالرومانية: Alexandru Onica)‏ (29 يوليو 1984 بكيشيناو في مولدوفا - ) هو لاعب كرة قدم مولدوفي في مركز الوسط. لعب مع نادي داسيا كيشيناو.

## روابط خارجية
- الكسندرو اونيكا على موقع اتحاد أوكرانيا (الإنجليزية)
- الكسندرو اونيكا على موقع قاعدة بيانات كرة القدم.إي يو (الإنجليزية)
- الكسندرو اونيكا على موقع ناشيونال فوتبول تيمز (الإنجليزية)
- الكسندرو اونيكا على موقع Soccerway.com (الإنجليزية)
- الكسندرو اونيكا على موقع عالم كرة القدم.نت (الإنجليزية)